# Виктор (Коцаба)
Митрополит Ви́ктор (в миру Владимир Дмитриевич Коцаба; род. 5 июня 1983, село Старые Куты, Косовский район, Ивано-Франковская область) — митрополит Хмельницкий и Староконстантиновский; глава Административного аппарата Киевской Митрополии УПЦ, глава Представительства УПЦ при европейских международных организациях.
Тезоименитство — 24 ноября (мученика Виктора Дамасского).

## Биография
Родился 5 июня 1983 года в семье священника в селе Старые Куты Косовского района Ивано-Франковской области. Приходился внучатым племянником митрополиту Владимиру (Сабодану), пример которого, как и своего отца, побудил стать священником.
С 1992 по 1997 годы учился в Кутской детской музыкальной школе.
В 1998 году окончил Старокутскую неполную среднюю школу. В 2000 году закончил Косовскую гимназию, где получил полное среднее образование.
В 2000 году поступил в Киевскую духовную семинарию, по окончании которой в 2004 году поступил в Киевскую духовную академию, которую закончил в 2007 году со степенью кандидата богословия за работу на тему «Предстоятель Украинской Православной Церкви Блаженнейший Митрополит Владимир — выдающийся деятель Православия», которая к 15-летию служения Митрополита Владимира во главе УПЦ была издана под названием «Право правящий слово Истины». Одновременно с 2002 по 2008 годы учился на заочном отделении юридического факультета Киевского национального университета им. Тараса Шевченко, по окончании которого получил полное высшее образование по специальности «Правоведение».
3 июля 2007 года принят на преподавательскую деятельность в Киевскую духовную академию и семинарию. 1 сентября 2007 года назначен заведующим канцелярией КДАиС. 10 апреля 2008 года — ученый секретарь Киевский духовной академии.
20 июля 2008 года в Трапезном храме Киево-Печерской лавры митрополитом Киевским и всея Украины Владимиром (Сабоданом) был рукоположен в сан диакона.
28 июля 2008 года на площади перед Успенским собором Киево-Печерской лавры в день памяти святого равноапостольного князя Владимира Патриархом Московским и всей Руси Алексием II во время визита Предстоятеля Русской Православной Церкви на Украину был рукоположен в сан священника с возложением наперсного креста.
21 сентября 2008 года, в день престольного праздника академического храма Рождества Пресвятой Богородицы, возведён в сан протоиерея.
12 апреля 2009 года в Трапезном храме Киево-Печерской Лавры предстоятелем УПЦ митрополитом Владимиром (Сабоданом) награждён правом ношения креста с украшениями.
1 сентября 2010 года назначен настоятелем прихода в честь иконы Божьей Матери «Неопалимая Купина» в селе Плюты Обуховского района Киевской области, где ранее существовал православный храм, который был разрушен в 1943 году в ходе Великой Отечественной войны. В 2011 году началось строительство храма.
18 марта 2012 года архиепископ Бориспольский Антоний (Паканич) по благословению митрополита Киевского и всея Украины Владимир (Сабодана) за достойное прохождение преподавательского и церковно-административного послушания наградил учёного секретаря протоиерея Владимира Коцабу митрой.
19 июня 2012 года указом митрополита Киевского и всея Украины Владимира назначен главой Административного аппарата Киевской митрополии Украинской православной церкви. 29 августа 2012 года, в связи с новым назначением, освобождён от должности Учёного секретаря Киевской духовной академии.
В мае 2013 года становится ведущим официальной телепрограммы Украинской Православной Церкви «Православный вестник».
23 октября 2014 года решением Священного Синода Русской православной церкви включён в состав Межсоборного присутствия Русской православной церкви.
9 ноября 2014 года решением Учёного совета Киевской духовной академии присвоено ученое звание доцента.
20 марта 2015 года в храме преподобного Феодосия Печерского в Дальних пещерах Киево-Печерской лавры, Предстоятелем Украинской Православной Церкви Митрополитом Киевским и всей Украины Онуфрием (Березовским) пострижен в монашество с именем Виктор в честь мученика Виктора Дамасского.
17 мая 2015 года в кафедральном соборе в честь Рождества Христова города Бердянска митрополитом Киевским и всей Украины Онуфрием (Березовским) возведён в сан архимандрита.
28 июля 2016 года в день памяти святого равноапостольного князя Владимира по случаю празднования 1000-летия древнерусского монашества на Афоне митрополитом Киевским и всея Украины Онуфрием награждён вторым крестом с украшениями.
27 мая 2017 года на заседании Священного синода Украинской православной церкви, которое проходило в рамках празднования 25-летия Харьковского собора епископов в г. Харькове, назначен главой созданного тогда же Представительства УПЦ при европейских международных организациях с избранием его епископом Барышевским, викарием Киевской митрополии.
3 июня 2017 года в Свято-Троицком домовом храме при резиденции Предстоятеля УПЦ в Пантелеимоновом монастыре в Феофании в Киеве состоялось его наречение во епископа.
5 июня того же года в Свято-Троицком соборе на Троещине в Киеве состоялась его епископская хиротония, которую совершили: митрополит Киевский и всея Украины Онуфрий (Березовский), митрополит Вышгородский и Чернобыльский Павел (Лебедь), митрополит Бориспольский и Броварской Антоний (Паканич): митрополит Хмельницкий и Староконстантиновский Антоний (Фиалко), митрополит Запорожский и Мелитопольский Лука (Коваленко), архиепископ Белогородский Николай (Грох), архиепископ Изюмский и Купянский Елисей (Иванов), архиепископ Житомирский и Новоград-Волынский Никодим (Горенко), архиепископ Уманский и Звенигородский Пантелеимон (Луговой), архиепископ Яготинский Серафим (Демьянов), архиепископ Городницкий Александр (Нестерчук), епископ Львовский и Галицкий Филарет (Кучеров), епископ Боярский Феодосий (Снигирёв), епископ Конотопский и Глуховский Роман (Кимович), епископ Ирпенский Климент (Вечеря), епископ Бердянский и Приморский Ефрем (Яринко), епископ Бородянский Варсонофий (Столяр), епископ Фастовский Дамиан (Давыдов), епископ Вознесенский и Первомайский Алексий (Шпаков), епископ Васильковский Николай (Почтовый), епископ Слуцкий и Солигорский Антоний (Доронин).
Свою работу при европейских международных организациях он описал так: «сегодня православные верующие Украины стали заложниками политической игры первых лиц государства, вовлекших в эти процессы и Константинопольского Патриарха Варфоломея, что уже привело к многочисленным столкновениям на религиозной почве. Международная общественность должна знать, что храмы нашей Церкви, которая имеет тысячелетнюю историю, захватывают, верующих избивают. Чиновники принуждают священнослужителей УПЦ переходить в поддерживаемую государственной властью на всех уровнях так называемую „Православную Церковь Украины“, а это самое прямое нарушение европейского принципа автономии религиозных организаций, что очень хорошо понимают в Европе. При этом служба безопасности Украины вызывает на допросы духовенство, а наши епископы пересекают госграницу только после предварительного допроса и усиленного досмотра специальными государственными службами. С этими и другими вопросами мы и обращаемся в международные организации различного уровня».
4 января 2018 года назначен управляющим Восточным киевским викариатством Киевской епархии.
11 мая 2021 года назначен настоятелем Свято-Ольгинского собора города Киева.
17 августа 2022 года за Литургией на соборной площади Киево-Печерской лавры митрополитом Онуфрием (Березовским) возведён в сан архиепископа.
3 апреля 2023 года решением Священного Синода Украинской Православной Церкви назначен правящим архиереем Хмельницкой епархии с титулом «Хмельницкий и Староконстантиновский».
17 августа 2024 года возведён в сан митрополита.

## Награды
- Грамота Священного Синода УПЦ в память празднования 15-летия Архиерейского Харьковского Собора (2007 год)
- Орден Украинской Православной Церкви святого равноапостольного князя Владимира III степени (2008 год)
- Грамота Священного Синода УПЦ в память празднования 1020-летия Крещения Руси (2008 год)
- Орден Украинской Православной Церкви святого благоверного князя Ярослава Мудрого (2013 год)
- Грамота Синода Белорусской Православной Церкви в память празднования 1025-летия Крещения Руси (2013 год)

## Публикации
- Коцаба В. «Предстоятель Украинской Православной Церкви Блаженнейший Митрополит Владимир — выдающийся деятель Православия» // канд. дис. 2007.
- Коцаба В. «Право правящий слово Истины.» Киев, 2007. 391 с.
- Коцаба В., прот. «Зимняя резиденция князя Владимира — Зимненский Святогорский Успенский женский монастырь» // Труды Киевской духовной академии. № 9. 2008. С. 255—268.
- Коцаба В., прот. «О некоторых аспектах распространения Брестской церковной унии в Польско-Литовском государстве» // ТКДА. № 10. 2009. С. 207—219.
- Коцаба В., прот. «Киевский митрополит Варлаам Ясинский — покровитель Киево-Могилянской коллегии-академии» // ТКДА. № 11. 2009. С. 99-106.
- Коцаба В., прот. «Блаженнейший Митрополит Владимир — покровитель Киевских духовных школ. Актовая речь» // ТКДА. № 13. 2010. С. 29-39.
- Protoiereu Vladimir Coţaba «Problema canonizării ierarhului Petru Movilă în Biserica Ortodoxă Ucraineană» // Volumul cuprinde comunicările ştiinţifice susţinute în cardul Simpozionului Internaţional Mărturisirea